# ملاحه
ملاحه (به عربی: ملاحة) روستایی فلسطینی، واقع در ۱۶ کیلومتری شمال شرق صفد بود.